# 长安福特汽车
长安福特汽车有限公司，简称长安福特，舊名长安福特馬自達汽车有限公司，是由长安汽车和福特汽车公司共同出资组建的汽车制造公司，2001年4月25日成立，生产總部設在中國重慶市，总资产48亿美元，员工2.5万余人，共有重庆渝北第一工厂、第二工厂、第三工厂、发动机工厂、变速器工厂、杭州第四工厂、哈尔滨第五工厂等七个全资大型工厂。长安福特目前是中国第四大独立汽车整车制造厂。

## 历史
2001年4月25日，长安汽车（集团）有限责任公司与福特汽车公司在重庆市第六届国际贸易洽谈会和三峡国际旅游节开幕式上正式签订合资协议，成立长安福特汽车有限公司。2002年6月，长安福特宣布以福特嘉年华为平台开发其第一款车型。
2012年，因福特汽車已陸續出售馬自達汽車的持股，所以长安福特馬自達汽车分割為兩家公司，一家為現今的長安福特，由長安汽車與福特汽車各持50%的股份，總部仍在重慶市；另一家為長安馬自達汽車，由長安汽車與馬自達汽車各持50%股份，總公司設於江蘇省南京市。
2015年，原哈飞汽车生产基地被长安福特收购，成为其哈尔滨工厂。
2019年6月5日，长安福特因涉嫌纵向垄断被国家市场监督管理总局罚款1.628亿元。

## 主要产品
- 福特蒙迪欧（Mondeo)
- 福特蒙迪欧運動（Mondeo Sport)
- 福特野馬Mach-E（Mustang Mach-E)
- 福特翼虎（Escape）
- 福特锐界（Edge L）

福特锐界是长安福特于2015年推出的中型SUV车型，由长安福特杭州第四工厂生产。

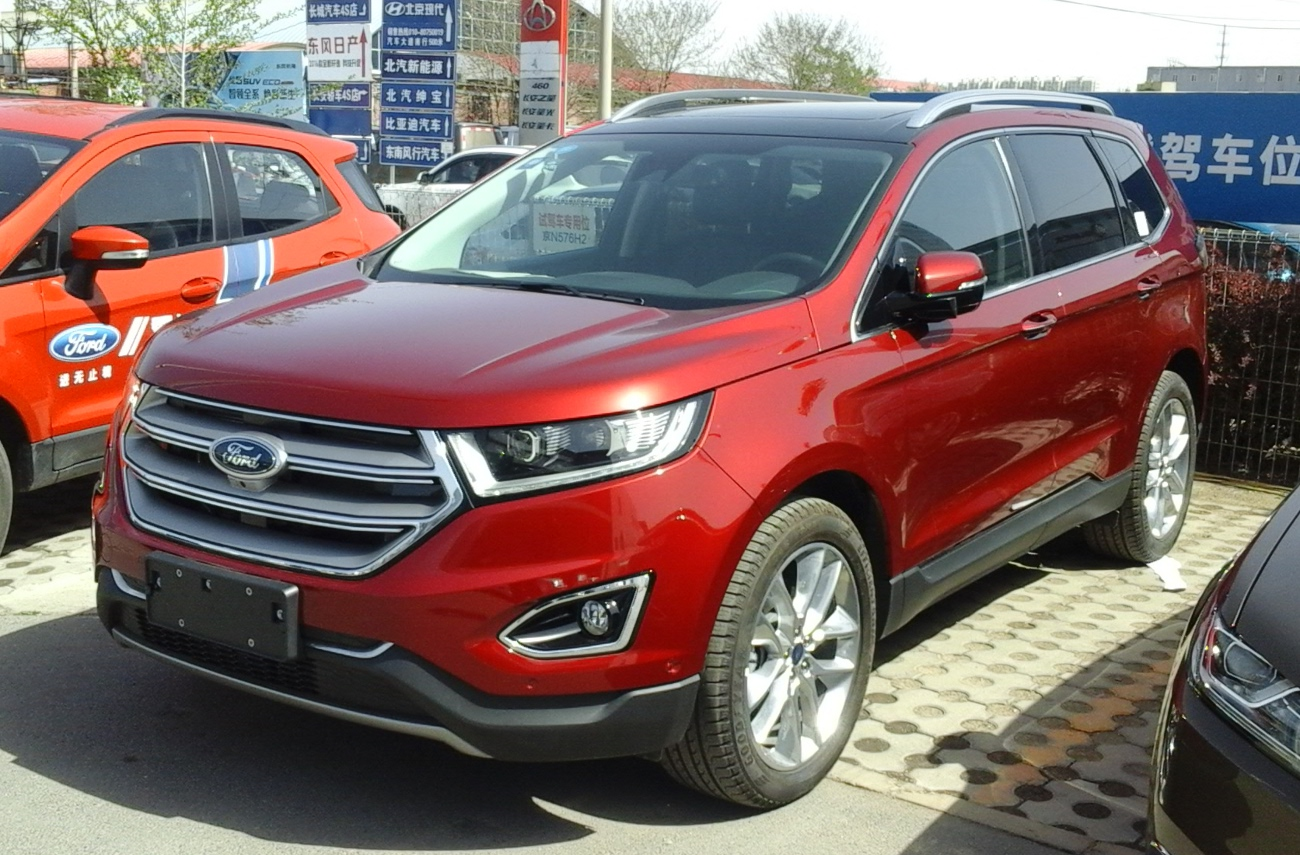
2016年的长安福特的红色锐界（Edge）

- 福特探險者（Explorer)
- 福特福克斯（Focus） 2016年的长安福特的红色锐界（Edge）

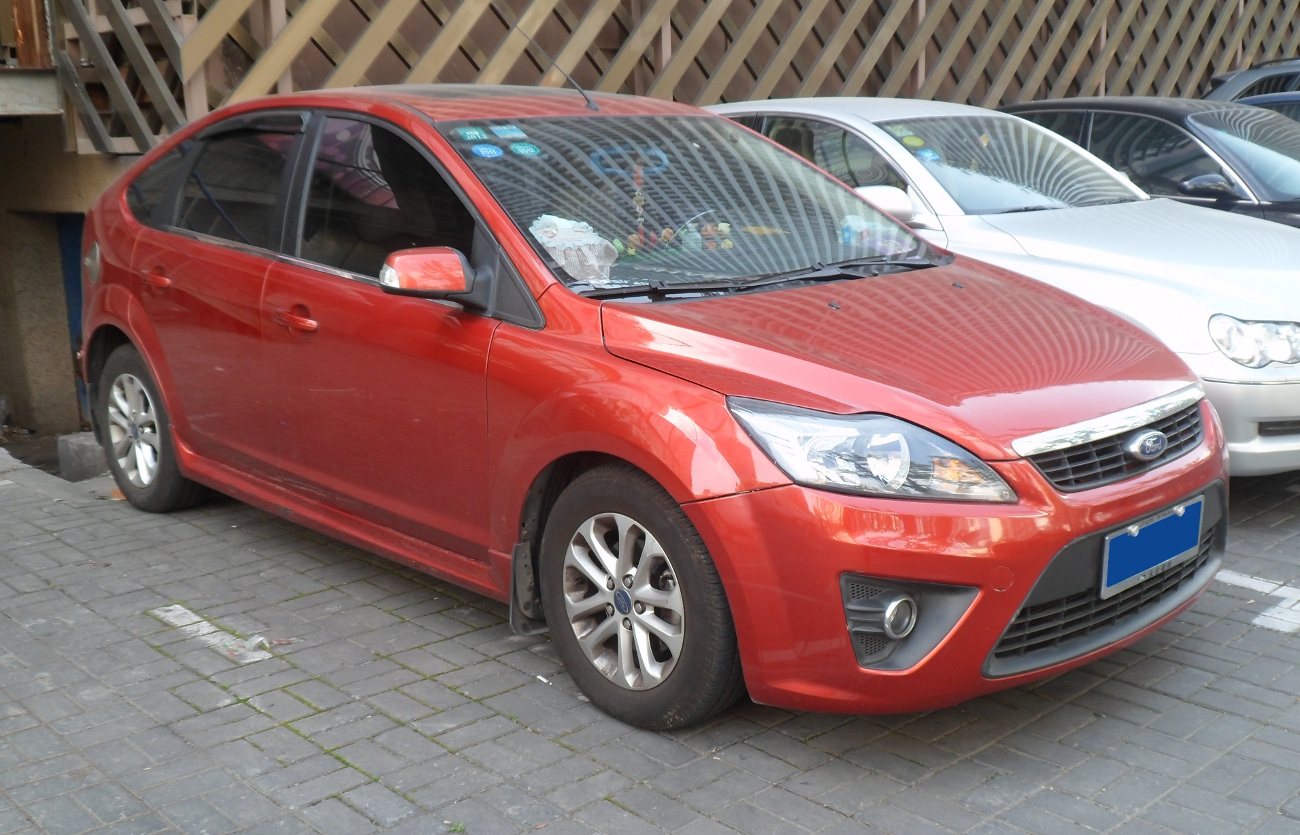
2012年长安福特制造的福特福克斯